# 孤立波
孤立波（こりつは、英: solitary wave）とは、波動方程式の解 u(x, t) であって、|x| → ∞ で速やかに |u| → 0 となるものを指し、噛み砕いて言えば、ただ一つの山だけが伝わっていく波である。水面を伝わる孤立波に初めて注目して研究したのは、1834年のスコットランドの造船技術者ラッセルで、1895年にはオランダのD.J.コルテベークとド・フリースが浅い水の表面を伝わる波の方程式として ∂u/∂t + αu∂u/∂x + β∂3u/∂x3 = 0 を提案し、このKdV方程式が孤立波の解をもつことを示した。
さらに幾つかの条件を満たし粒子のようにふるまう孤立波は、ソリトンと呼ばれる。